# Tangram (Kaso & Maxi B)
Tangram è il secondo album in studio del gruppo musicale italiano Kaso & Maxi B, pubblicato nel 2005 dalla Minoia Records.

## Tracce
1. Tangram (Inizio)
2. Se non ne puoi più
3. Io canto
4. I miei nomi
5. 6 febbraio
6. Lui lei e l'altro (feat. Esa)
7. Chi può e chi si attacca (feat. Fabri Fibra)
8. Amo/Tradisco/Perdono
9. Non Stop
10. Lo show (feat. Nesli)
11. Giù (feat. Tormento)
12. Tutto frana
13. Remind Me
14. Tangram (Fine)